# Dungeons & Dragons (televisieserie)
Dungeons & Dragons is een Amerikaanse animatieserie uit 1983, gebaseerd op het populaire gelijknamige rollenspel. De serie telt drie seizoenen met in totaal 27 afleveringen. Er waren meer afleveringen gepland, maar omwille van financiële redenen is het hierbij gebleven.

## Verhaal
Een groepje tieners worden tijdens een ritje door een Spookhuis op de kermis in een dimensieportaal gezogen en komen zo in de wereld van het spel terecht. Ze worden hier onder de hoede genomen door een kleine tovenaar genaamd Dungeon Master (in Dungeons & Dragons is de Dungeon Master of Kerkermeester de spelleider die het spel in goede banen leidt), die hun magische wapens en bijbehorende namen geeft waarmee ze zich kunnen verdedigen tegen het kwaad, vaak in de vorm van de duivelse tovenaar Venger. 
De groep reist de gehele serie door de fantasywereld van Dungeons & Dragons, waarbij ze geregeld van Dungeon Master een missie krijgen. Hun doel is om een manier te vinden om weer thuis te komen, maar hoewel kansen hiertoe zich geregeld aandienen, mislukt toch elke poging. Wel lukt het geregeld om Venger, en soms een andere antagonist, te verslaan. Hoewel Venger de primaire antagonist is, wordt regelmatig gehint dat hij niet volledig slecht is, en moeten de tieners soms zelfs met hem samenwerken. Ook komt de groep nu en dan mensen tegen van de Aarde die tegen hun zin in de wereld zijn beland, en hen helpt thuiskomen. In de de nooit gepubliceerde aflevering "Requiem" wordt onthuld dat een groot deel van de wezens in de wereld hier tegen hun zin zijn beland.
De serie heeft geen echte introductieaflevering. Over hoe de tieners in de magische wereld terecht zijn gekomen, is alleen te zien in het introfilmpje aan het begin van elke aflevering, die suggereert dat ze via het spookhuis en een portaal in de wereld  van Dungeons & Dragons terechtkomen waar ze meteen worden aangevallen door Tiamat en Venger, terwijl Dungeon Master hen de magische wapens geeft om zich te verdedigen. Vanwege de vroegtijdige stopzetting van de serie kent de reeks tevens geen definitief einde; in de laatste aflevering zitten de tieners nog altijd in de wereld van Dungeons & Dragons. 
Er was wel al een script geschreven voor een laatste aflevering getiteld "Requiem", waarin de groep door de inmiddels bekeerde Venger voor de keuze wordt gesteld of ze door een inmiddels geopend portaal, met hem verder willen strijden tegen het kwaad, of naar huis terug willen keren. Van deze aflevering zijn zowel het script als een hoorspel gepubliceerd. Uiteindelijk is door fans in 2020 ook de aflevering zelf geconstrueerd door gebruik van beelden van de afleveringen, en is te zien op internet.

## Protagonisten
HankDe leider van de groep tieners, en met 15 jaar tevens een van de twee oudste leden van de groep. Hij is het meest volwassen en bedachtzaam van de groep, en dit gecombineerd met het feit dat hij een van de oudste is, leidt ertoe dat hem de leidersrol toevalt. Zijn beroep is ranger (boogschutter) daar zijn magische wapen een boog is die magische pijlen kan afvuren.
EricEric is eveneens 15 jaar oud. Eric komt uit een rijke familie en is arrogant en een lafaard. Hij is verwend en heeft dan ook de meeste moeite met het buitenleven, bovendien is hij jaloers op Hank dat deze en niet hij de leider van de groep is. Onder zijn arrogante, laffe en verwende gedrag blijkt hij echter wel degelijk heldhaftig als het erop aankomt. Zijn beroep is cavalier (ridder). Zijn wapen is een magisch schild dat een krachtveld kan creëren. Hij begaat regelmatig flaters en dient dan ook in de serie als komische noot.
DianaZij is een van de twee vrouwen in de groep. Ze is een tomboy met de gave dat ze goed met dieren om kan gaan. Tevens is ze erg zeker van zichzelf. Haar beroep is acrobat (acrobaat). Haar wapen is een magische stok die ze naar believen groter en kleiner kan maken. Ze is een ervaren turnster.
SheilaDe oudere zus van Bobby, en beschermend tegenover hem. Haar beroep is thief (dievegge). Haar wapen is een mantel die haar onzichtbaar kan maken.
PrestoHij is een onzekere en klungelige jongen van 14. Zijn echte naam is Albert, maar iedereen noemt hem Presto. Hij is de magician (tovenaar). Hij bezit een hoed waarmee hij allerlei voorwerpen tevoorschijn kan toveren en andere effecten teweeg kan brengen, maar zijn spreuken gaan geregeld verkeerd.
Bobbyis het jongste lid van de groep; in de aflevering "Servant Of Evil" viert hij zijn achtste verjaardag. Ondanks of nou juist vanwege zijn jonge leeftijd is hij moedig en gaat de confrontatie aan met tegenstanders die groter en sterker zijn dan hij. Hierdoor moet hij vaak door de anderen tegen zichzelf beschermd worden om te voorkomen dat hij zich in de nesten werkt. Zijn beroep is barbarian (barbaar). Zijn wapen is een knots, waarmee hij onder meer aardschokken kan creëren.
Dungeon MasterHij is een klein, mysterieus mannetje met grote magische krachten. Hij is de gids en raadgever van de tieners, maar spreekt bijna altijd in raadsels. Hij kan op elk gewenst moment vanuit het niets opduiken en verdwijnen.
UniEen jonge eenhoorn die door Bobby als huisdier wordt gehouden.

## Antagonisten
VengerDe primaire antagonist van de serie. Hij is een duistere magiër met een monsterlijk uiterlijk, die de wapens van de tieners wil bemachtigen om zijn eigen macht te versterken. Hij probeert hen daarom op allerlei manieren te doden of hun wapens te stelen, en zelfs de geschiedenis te veranderen en Duitsland WOII te laten winnen, zodat de helden nooit geboren worden. In de aflevering "Citadel of Shadow" blijkt dat hij ook een zus en rivale heeft, Kareena. Venger heeft handlangers met wie hij samenwerkt, en commandeert een leger monsters (orcs, bolliwogs, hagedismannen). In de nooit gepubliceerde aflevering "Requiem" zou worden onthuld dat hij de zoon van de Dungeon Master is, die tot het kwaad is vervallen. Er wordt gehint dat het hem doen terugkeren tot het goede de ware reden was dat de groep door Dungeon Master naar de wereld van Dungeons & Dragons was gehaald.
Shadow DemonDe rechterhand van Venger. Hij fungeert als spion en boodschapper voor Venger en voert in diens absentie soms ook de troepen aan.
TiamatEen vijfkoppige draak die alles en iedereen aanvalt en waar zelfs Venger bang voor is. Tiamat was een slangachtig monster en oergodin in de Mesopotamische/Sumerische/Babylonische mythologie, die verslagen werd door de god Marduk.
Nameless OneEen kwaadaardige entiteit die nog machtiger is dan Venger en Dungeon Master, en die lang geleden Venger tot het kwaad heeft verleid.

## Uitzendingen in Nederland
26 afleveringen van de drie seizoenen zijn onder de titel "Magiers & Monsters" in 1988 in Nederland door de AVRO uitgezonden met Nederlandse nasynchronisatie. Om onduidelijke redenen is de aflevering "Cave of the fairie dragons" uit het derde seizoen toen niet uitgezonden. Fox Kids heeft eveneens de serie in de originele Engelstalige vorm uitgezonden, inclusief deze aflevering.

## Afleveringen

### Seizoen 1
- 1. The Night of No Tomorrow - De Nacht Zonder Einde
- 2. The Eye of The Beholder - Het oog van de éénoog
- 3. The Hall of Bones - De zaal der skeletten
- 4. Valley of the Unicorns - Vallei van de Eenhoorns
- 5. In Search of the Dungeonmaster - Op zoek naar de Tovermeester
- 6. Beauty and the Bogbeast - De schoonheid en het veendier
- 7. The Prison Without Walls - Gevangenis zonder Muren
- 8. Servant of Evil - Dienaar van het Kwaad
- 9. Quest of the Skeleton Warrior - Het zoeken van de Betoverde krijger
- 10. The Garden of Zinn - De Tuin van Koningin Lust
- 11. The Box - De Kist
- 12. Te Lost Children - De Verdwaalde Kinderen
- 13. P.R.E.S.T.O Spells Disaster - Presto de Tovenaar

### Seizoen 2
- 14. The Girl Who Dreamed Tomorrow - Het Meisje dat Morgen Droomde
- 15. The Treasure of Tardos - De Schat van Tardos
- 16. City at the Edge of Midnight - Stad op de rand van Middernacht
- 17. The Traitor - De Verrader
- 18. Day of the Dungeon Master - De Dag van de Tovermeester
- 19. The Last Illusion - Varla, het verdwenen meisje
- 20. The Dragon's Graveyard - Het Draken Kerkhof
- 21. Child of the Stargazer - Kind van een Sterrenkijker

### Seizoen 3
- 22. The Dungeon at the Heart of Dawn - De reis naar het hart van de Aarde
- 23. The Time Lost - De Verloren Tijd
- 24. Oddesey of the Twelth Talisman - De Laatste Reis van de Twaalfde Talisman
- 25. Citadel of Shadow - Kasteel van de Schaduw
- 26. Cave of the Fairie Dragons (Deze aflevering is niet in een Nederlandse versie uitgezonden)
- 27. The Winds of Darkness - De Wind uit de Duisternis.
- 28. Requiem (Een aflevering waarvan een script is, maar nooit geanimeerd werd)

## Stemmen
- Willie Aames - Hank (ranger, boogschutter)
- Tonya Gail Smith - Diana (acrobat, acrobaat)
- Katie Leigh - Sheila (thief, dievegge)
- Don Most - Eric (cavalier, schilddrager)
- Adam Rich - Presto (magician, tovenaar)
- Ted Field III - Bobby (barbarian, barbaar)
- Sidney Miller - Dungeon Master
- Peter Cullen - Venger
- Frank Welker - Tiamat de Draak

## Prijzen
In 1986 werd Tonia Gayle Smith voor haar rol in de serie genomineerd voor een Young Artist Award in de categorie outstanding young actress in an animation/voice-over.

## Merchandise
In 1983 produceerde LJN een speelgoedset gebaseerd op de serie. Deze bestond uit actiefiguurtjes van nieuwe personages zoals Warduke, Strongheart, en Kelek, maar opmerkelijk genoeg niet de hoofdpersonen uit de serie zelf. In Spanje en Portugal werden wel speelgoedfiguurtjes van de hoofdpersonen geproduceerd.
Tevens bestaan er meerdere boeken gebaseerd op de serie.

## Trivia
- In de liveaction-film "Dungeons & Dragons: Honor Among Thieves" uit 2023 maakt de vriendengroep een cameo-optreden. Een volwassen versie van hun is een van de deelnemende groepen van het doolhofspel in de arena.